# Thought I'd Died and Gone to Heaven
"Thought I'd Died and Gone to Heaven" é uma canção escrita por Bryan Adams, Jim Vallance e Robert Lange, gravada pelo cantor Bryan Adams.
É o quarto single do álbum Waking Up the Neighbours.

## Paradas
| Parada (1992)                             | Posição |
| ----------------------------------------- | ------- |
| ARIA Charts                               | 13      |
| Canadá Singles Chart                      | 1       |
| SNEP                                      | 27      |
| Alemanha Singles Chart                    | 47      |
| Irlanda Singles Chart                     | 11      |
| UK Singles Chart                          | 8       |
| U.S. Billboard Hot 100                    | 13      |
| U.S. Billboard Hot Mainstream Rock Tracks | 14      |